# Jack Finney
Jack Finney (Milwaukee, 2 de octubre de 1911-Greenbrae, 14 de noviembre de 1995) fue un escritor estadounidense que cultivó particularmente el thriller y la ciencia ficción. Entre sus obras más famosas destacan novelas como The Body Snatchers o Time and Again.

## Biografía
Finney nació en los Estados Unidos en la ciudad de Milwaukee (Wisconsin). Sus padres le pusieron John Finney, pero tras morir su padre en 1914 le cambiaron el nombre por Walter Branden Finney en memoria de su progenitor; no obstante, durante toda la vida siguieron llamándole Jack. Fue a clase en el Knox College en Galesburg (Illinois) donde se graduó en 1934. 
Se casó con Marguerite Guest, con quien tuvo dos hijos: Kenneth y Marguerite. Trabajó en una agencia de publicidad en Nueva York. Posteriormente, a principios de la década de los años cincuenta, se mudó junto a su familia a California donde vivió hasta su fallecimiento. Su vida transcurrió en la localidad de Mill Valley y falleció a los 84 años de edad en Greenbrae como consecuencia de una pulmonía y un enfisema pulmonar.

## Carrera literaria

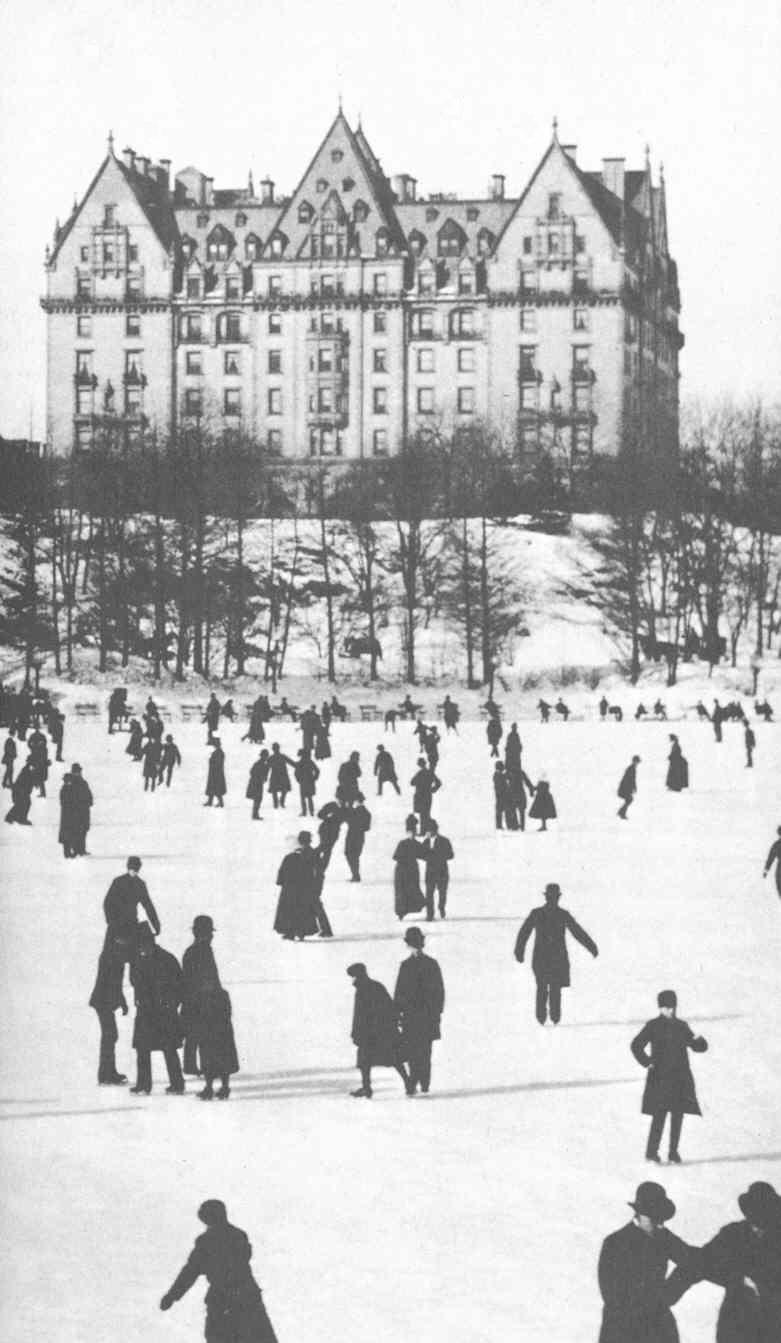
El célebre edificio neoyorquino Dakota a finales de la década de 1880. Foto aparecida en su novela ilustrada Time and Again.

Su primer cuento, "The Widow's Walk", ganó un concurso convocado por la revista Ellery Queen's Mistery Magazine en 1946 aunque sería publicado en el número de julio de 1947.
Su primera novela, Five Against the House, se publicó en 1954. En 1955 fue adaptada al cine con dirección de Phil Karlson e interpretación de Guy Madison, Kim Novak y Brian Keith en sus papeles principales.
En 1955 fue publicada la novela corta The Body Snatchers. Inicialmente fue publicada en tres entregas por la revista estadounidense Collier's Magazine. Mucho se ha conjeturado sobre si dicha novela es una crítica del macartismo o del comunismo pero el propio Jack Finney aseguró que su único propósito había sido entretener. Según el escritor de novelas de terror Stephen King: «Una sola novela le bastó a Finney para sentar las bases de lo que llamamos la moderna novela de terror». Un año después se estrenó la primera película de la que acabaría siendo una larga lista de versiones cinematográficas de esta obra, Invasion of the Body Snatchers (1956), dirigida por Don Siegel e interpretada por Kevin McCarthy, Dana Wynter y Larry Gates que fue incorporada al Registro Filmográfico de Estados Unidos por su valor “cultural, histórico y estético". En 1978 Philip Kaufman dirigió una segunda adaptación, Invasion of the Body Snatchers protagonizada por Donald Sutherland y Brooke Adams. El director Abel Ferrara realizó una tercera adaptación en 1993, titulada Body Snatchers, con Gabrielle Anwar y Terry Kinney. La cuarta y última adaptación hasta 2022 es The Invasion (2007), dirigida por Oliver Hirschbiegel y cuyos papeles principales están protagonizados por Nicole Kidman y Daniel Craig. Warner Bros. confirmó en 2017 su intención de realizar una quinta adaptación de la novela.
Su novela de acción Assault on Queen Mary vio la luz en 1959 y en 1966 Frank Sinatra protagonizó una adaptación cinematográfica dirigida por Jack Donohue.
La novela de humor Good Neigbor Sam también originó una adaptación cinematográfica dirigida por David Swift protagonizada por Jack Lemmon, Romy Schneider y Dorothy Provine, que en España llevó por título Préstame a tu marido.
El mayor éxito de Finney llegó con Time and Again (1970) una novela ilustrada de ciencia ficción sobre viajes en el tiempo.
En 1987 la decimotercera edición de los Premios Mundiales de Fantasía (World Fantasy Award) le concedió el premio especial a una trayectoria. Dichos galardones son otorgados por la Convención Mundial de la Fantasía.
Poco antes de fallecer en 1995, publicó From Time to Time, una continuación de Time and Again, que fue bien acogida por el público.

## Obra
En cursiva aparece el nombre original de la obra en inglés y en negrita el medio en el que apareció publicada originariamente:
- Someone Who Knows Told Me …, Cosmopolitan (no ficción) (diciembre de 1943).
- The Widow's Walk, Ellery Queen's Mystery Magazine' (julio de 1947).
- Breakfast in Bed, Collier's (mayo de 1948).
- The Little Courtesies, Collier's (junio de 1949).
- A Dash of Spring, Cosmopolitan (junio de 1949).
- I Like It This Way,Collier's (junio de 1950).
- My Cigarette Loves Your Cigarette, Collier's (septiembre de 1950).
- Such Interesting Neighbors, Collier's (enero de 1951).
- One Man Show, Collier's (junio de 1951).
- I'm Scared, Collier's (septiembre de 1951).
- It Wouldn't be Fair, Ellery Queen's Mystery Magazine (noviembre de 1951).
- Obituary, (escrito junto a C. J. Durban) Collier's (febrero de 1952).
- Quit Zoomin' Those Hands Through the Air, The Magazine of Fantasy and Science Fiction (diciembre de 1952).
- Five Against the House. Novela de 1954.
- Of Missing Persons (1955).
- Los ladrones de cuerpos (The Body Snatchers). Novela de 1955.
- Man of Confidence, Good Housekeeping (septiembre de 1955).
- Second Chance, Good Housekeeping (abril de 1956).
- Telephone Roulette: A Comedy in One Act (1956).
- Contents of the Dead Man's Pocket, Good Housekeeping (junio de 1956).
- The House of Numbers (1957).
- The Third Level (1957). Recopilación de cuentos que en el Reino Unido se tituló The Clock of Time y se publicó en 1958.
- Assault on Queen Mary. Novela de 1959.
- The Love Letter, Saturday Evening Post (1 de agosto de 1959). Se volvió a publicar en enero y febrero de 1988 por el mismo Saturday Evening Post.
- The U-19’s Last Kill, Saturday Evening Post (Serial de seis partes que se comenzó a publicar el 22 de agosto de 1959 y finalizó el 26 de septiembre de 1959.
- The Other Wife, Saturday Evening Post (30 de enero de 1960).
- An Old Tune, McCall's (octubre de 1961).
- Old Enough for Love, McCall's (mayo de 1962).
- The Sunny Side of the Street, McCall's (octubre de 1962).
- Hey, Look at Me! (1962).
- Lunch Hour Magic (1962).
- Time Has No Boundaries, Saturday Evening Post (13 de octubre de 1962).
- Where the Cluetts Are (1962).
- Good Neighbor Sam (1963).
- I Love Galesburg in the Springtime (1963). Recopilación de cuentos.
- This Winter's Hobby: A Play (1966).
- The Woodrow Wilson Dime (1968).
- Time and Again. Novela de 1970.
- Marion's Wall (1973).
- The Night People (1977).
- Forgotten News: The Crime of the Century and Other Lost Stories (1983) (no ficción).
- About Time (1986). Recopilación de cuentos.
- Three by Finney (1987). Una edición conjunta de The Woodrow Wilson Dime, Marion's Wall y  The Night People.
- From Time to Time. Novela de 1995.

## Ediciones en español

### Ediciones en España
- Ahora y siempre (Time and Again, 1997). Ediciones B., S. A. ISBN 978-84-406-7341-1
- Los ladrones de cuerpos (The Body Snatchers, 2002). Editorial Bibliópolis. ISBN 978-84-932836-2-9
- Invasión. Los ladrones de cuerpos (The Body Snatchers, 2007) Editorial Bibliópolis ISBN 978-84-96173-83-5

## Adaptaciones en cine y televisión
- 5 Against the House (1955 - película dirigida por Phil Karlson protagonizada por Guy Madison, Kim Novak y Brian Keith)[27]
- Invasion of the Body Snatchers (1956 - película dirigida por Don Siegel protagonizada por Kevin McCarthy, Dana Wynter y Larry Gates)[28]
- House of Numbers (1957 - película dirigida por Russell Rouse protagonizada por Jack Palance)[29]
- Good Neighbor Sam (1964 - película dirigida por David Swift protagonizada por Jack Lemmon, Romy Schneider y Dorothy Provine)[30]
- Assault on a Queen (1966 - película dirigida por Jack Donohue, basada en la novela The U-19's Last Kill, protagonizada por Frank Sinatra, Virna Lisi y Anthony Franciosa)[31]
- Invasion of the Body Snatchers (1978 - película dirigida por Philip Kaufman, nueva adaptación de Invasion of the Body Snatchers, protagonizada por Donald Sutherland, Brooke Adams, Jeff Goldblum y Leonard Nimoy)[32]
- Maxie (1985 - película dirigida por Paul Aaron, basada en la novela Marion's Wall, protagonizada por Glenn Close, Mandy Patinkin y Ruth Gordon)[33]
- Body Snatchers (1993 - película dirigida por Abel Ferrara, nueva adaptación de Invasion of the Body Snatchers, protagonizada por Gabrielle Anwar, Meg Tilly y Terry Kinney)[34]
- The Love Letter (1998 - telefilme dirigido por Dan Curtis protagonizada por Campbell Scott, Jennifer Jason Leigh, David Dukes y Estelle Parsons)[35]
- Crayon Shin-chan: The Legend Called: Dance! Amigo! (2006 - película de animación dirigida por Yûji Mutô, basada en el manga creado por Yoshito Usui inspirado por Invasion of the Body Snatchers)
- The Invasion (2007 - película dirigida por Oliver Hirschbiegel, nueva adaptación de Invasion of the Body Snatchers, protagonizada por Nicole Kidman y Daniel Craig)[36]